# Saison 31 des Simpson
Chronologie
Saison 30 Saison 32
La trente-et-unième saison de la série télévisée d'animation Les Simpson est diffusée aux États-Unis entre le 29 septembre 2019 et le 17 mai 2020 sur le réseau Fox,. Elle compte vingt-deux épisodes. La saison a été officiellement annoncée le 6 février 2019. En France, la saison est proposée en streaming depuis le 2 octobre 2020 sur la plateforme Disney+. Elle reste inédite sur 6ter. En Belgique, la saison 31 est diffusée à partir du 7 juin 2022 sur la chaîne Tipik.

## Épisodes
| № | #  | Titre | Réalisation       | Scénario                                 | Première diffusion                         | Code de prod. | Audience (en millions) |
| --- | -- | --- | ----------------- | ---------------------------------------- | ------------------------------------------ | ------------- | ---------------------- |
| 663 | 1  | L'Hiver de nos contenus monétisés (110 pour sang) The Winter of Our Monetized Content                              | Bob Anderson      | Ryan Koh                                 | 29 septembre 2019 2 octobre 2020 (Disney+) | YABF19        | 2,33                   |
| Homer et Bart deviennent des stars d’Internet après une vidéo les montrant se battre ensemble devenue virale. Un conseiller les aide alors pour faire progresser leur popularité, mais la relation qu'entretiennent père et fils va mettre des bâtons dans les roues à leur carrière de vidéastes. Pendant ce temps, Lisa est envoyée en retenue pour une faute involontaire et voit une nouvelle politique de retenues être appliquée à l'école élémentaire de Springfield. Invité : John Mulaney |    | |                   |                                          |                                            |               |                        |
| 664 | 2  | Vise haut ou vise Homer (Mentor, mentor) Go Big or Go Homer                                                        | Matthew Faughnan  | John Frink                               | 6 octobre 2019 2 octobre 2020 (Disney+)    | YABF21        | 5,63                   |
| Bénéficiant de la gratitude de M. Burns dans un état second, Homer se voit imposer, par Smithers, l'encadrement de stagiaires à la centrale nucléaire de Springfield. Parmi ces stagiaires se trouve Mike, un jeune homme de 35 ans prenant sa défense et lui demandant d'être son mentor. Homer va alors le pousser à ouvrir un food-truck, sans toutefois réussir à dégoter un financement. L'individu se retrouve alors emmêlé dans les affaires sales de la mafia de Springfield. Invité : Michael Rapaport et Joe Mantegna |    | |                   |                                          |                                            |               |                        |
| 665 | 3  | La Grosse Ligne bleue (Mise en portefeuille) The Fat Blue Line                                                     | Michael Polcino   | Bill Odenkirk                            | 13 octobre 2019 2 octobre 2020 (Disney+)   | YABF22        | 2,13                   |
| Lors du festival de San Castellaneta, une grande partie de la ville se rend compte que leurs portefeuilles ont été volés à la tire. Jugé incompétent, le chef Wiggum est remplacé par une enquêtrice d'État qui met Gros Tony derrière les barreaux. Cependant, le chef Wiggum conscient de son innocence, va tout faire pour attraper le véritable criminel et ainsi prouver qu'il est toujours prêt à travailler pour la police. Invités : Joe Mantegna, Dawnn Lewis, Jason Momoa et Bob Odenkirk |    | |                   |                                          |                                            |               |                        |
| 666 | 4  | Simpson Horror Show XXX (Spécial d'Halloween XXX) Treehouse of Horror XXX                                          | Timothy Bailey    | J. Stewart Burns                         | 20 octobre 2019 2 octobre 2020 (Disney+)   | YABF18        | 5,42                   |
| - Introduction : Marge donne naissance à son troisième enfant et Homer, ne souhaitant pas d'un deuxième garçon, échange ce dernier contre une fille nommée Maggie, malgré le fait que le démon sommeille en elle. Homer et Marge la ramènent alors chez eux où elle révèle tout son potentiel, notamment lors de son anniversaire où Ned va décider de la sacrifier sur l'autel de l'église. Cependant, Maggie va prendre le dessus et anéantir ceux qui veulent la détruire... - Danger Things : Après avoir été enlevé par un monstre, Milhouse se retrouve emmené dans une autre dimension. Lisa va alors tenter de le sauver, à ses risques et périls. - Heaven Swipes Right : Après avoir été tué par mégarde, Homer peut retourner sur Terre, uniquement en trouvant un nouveau corps. Il va alors en tester plusieurs jusqu'à trouver celui qui puisse combler Marge. - When Hairy Met Slimy : Grâce à son nouveau travail à la centrale nucléaire, Selma trouve l'amour avec l’extraterrestre Kang. Elle va alors tout faire pour le sauver, malgré les bâtons dans les roues posés par M. Burns et sa sœur. |    | |                   |                                          |                                            |               |                        |
| 667 | 5  | Les Gorilles sur le mât (Gorille à tribord) Gorillas on the Mast                                                   | Matthew Nastuk    | Max Cohn                                 | 3 novembre 2019 2 octobre 2020 (Disney+)   | YABF20        | 2,02                   |
| Après une visite dans un oceanarium, Lisa décide de libérer une baleine retenue en captivité à l'aide de son frère. Bart prend alors l'initiative de rendre la liberté à un gorille, sans penser aux conséquences. Pendant ce temps, Homer fait l'acquisition d'un bateau mais, croulant sous les dépenses, décide de se partager sa propriété avec de nombreux Springfieldiens. Cependant, cette multi-propriété va causer bien des torts au bateau. Invités : Jane Goodall et Dawnn Lewis. |    | |                   |                                          |                                            |               |                        |
| 668 | 6  | Marge la bûcheronne (Thérapie de coupe) Marge the Lumberjill                                                       | Rob Oliver        | Ryan Koh                                 | 10 novembre 2019 2 octobre 2020 (Disney+)  | ZABF02        | 5,00                   |
| Après un spectacle organisé par Lisa, Marge se rend compte que tout le monde la considère comme ennuyeuse. Pour soulager sa conscience, elle met toute son énergie à découper un arbre laissé à l'abandon par Homer, révélant alors son talent pour le bûcheronnage. Repérée par une spécialiste, elle se lance alors dans la compétition de bûcheronnage grâce à l'entraînement de cette dernière, la poussant à se rendre un mois à Portland pour une compétition. Cependant, Homer craint de se faire voler Marge par son entraîneuse, et va tout faire pour la retrouver. Invités : Asia Kate Dillon, Natasha Lyonne et Jill Sobule |    | |                   |                                          |                                            |               |                        |
| 669 | 7  | Vivre la pura vida (Viva la pura vida) Livin La Pura Vida                                                          | Timothy Bailey    | Brian Kelley                             | 17 novembre 2019 2 octobre 2020 (Disney+)  | ZABF03        | 2,08                   |
| Au terme d’une nuit de Bart chez Milhouse, Luann propose à Marge de se joindre à d'autres familles pour un voyage annuel familial au Costa Rica. Lors de ce voyage, Homer se lie d'amitié avec Evelyn, la nouvelle petite amie de Patty, tandis que Lisa se fait du souci sur l'impossibilité de sa famille à se payer ce voyage. Alors que Patty va douter de sa relation avec Evelyn, Bart et Lisa vont chercher un moyen de financer ces vacances, sans douter trouver le secret de la famille Van Houten. Invitée : Fortune Feimster |    | |                   |                                          |                                            |               |                        |
| 670 | 8  | Le Thanksgiving de l'horreur Un après-midi de dinde) Thanksgiving of Horror                                        | Rob Oliver        | Dan Vebber                               | 24 novembre 2019 2 octobre 2020 (Disney+)  | YABF17        | 5,42                   |
| - Introduction : Marge arrive sur scène et annonce que, à la suite d'un manque de temps lors de l'épisode Simpson Horror Show XXX, de nouvelles histoires terrifiantes vont être racontées, Homer ajoutant alors que Thanksgiving est déjà une fête terrifiante. - A-Gobble-Ypto : Sous forme de dindes, les Simpson vont lutter pour leur survie contre d'impitoyables chasseurs pèlerins. - The Fourth Thursday After Tommorow : Après avoir offert une intelligence artificielle destinée à la cuisine à Marge, contenant son ADN, une jalousie va s'installer. Mais la décision de s'en débarrasser aura des conséquences imprévues. - The Last Thanksgiving : Les enfants de Springfield se réveillent dans un vaisseau spatial. Voulant dupliquer une conserve, Bart transforme une gelée en dévoreuse d'os humain, et les enfants vont tout faire pour tenter de s'en débarrasser, en tentant de ne pas se faire tuer. Invité : Charlie Brooker |    | |                   |                                          |                                            |               |                        |
| 671 | 9  | Todd, Todd, pourquoi m'as-tu abandonné ? (L'enfer, c'est eux autres) Todd, Todd, Why Hast Thou Forsaken Me?        | Chris Clements    | Tim Long et Miranda Thompson             | 1er décembre 2019 2 octobre 2020 (Disney+) | ZABF04        | 1,99                   |
| Voyant un manque de considération de Dieu envers sa défunte mère, et sans signe concret de sa part, Todd ne croit plus en Dieu et rejette sa foi. Après cet affront, Ned décide de l'envoyer chez les Simpson afin d'essayer de lui faire retrouver sa foi. Cependant, malgré les nombreux essais de la famille pour le faire retourner vers Dieu, Todd n'y parvient pas. Une expérience de mort imminente d'Homer et Ned va peut-être réussir à le faire changer d'avis. Invitées : Glenn Close et Marcia Wallace (archives) |    | |                   |                                          |                                            |               |                        |
| 672 | 10 | Bobby, il fait froid dehors (Entre le Bob et l'âne gris) Bobby, It's Cold Outside                                  | Steven Dean Moore | Jeff Westbrook et John Frink             | 15 décembre 2019 2 octobre 2020 (Disney+)  | ZABF01        | 4,97                   |
| Quelques semaines avant Noël, des colis sont volés à leurs destinataires par un mystérieux individu. Lenny va alors tenter de mettre au jour le voleur, mais un de ses pièges va se retourner contre lui. Les initiales « S.B. » laissés par ce dernier vont alors mener à des nombreux suspects. Pendant ce temps, Tahiti Bob est engagé en tant que Père Noël au village du Père Noël, et ses retrouvailles avec Bart vont causer bien des troubles. Invités : Scott Bakula, Steve Ballmer et Kelsey Grammer |    | |                   |                                          |                                            |               |                        |
| 673 | 11 | Gloire aux dents (Broche, broche tes dents) Hail to the Teeth                                                      | Mark Kirkland     | Elisabeth Kiernan Averick                | 5 janvier 2020 2 octobre 2020 (Disney+)    | ZABF05        | 1,81                   |
| Après une rencontre impromptue, Lisa remarque que son visage est dénué de tout sourire et que sa vie sociale est inexistante. Un passage chez le dentiste lui permet alors de retrouver le sourire, ce qui lui permet de lier des liens avec ses camarades de classe. Sa soudaine popularité lui donne alors envie de représenter les élèves, mais un nouveau passage chez le dentiste va lui faire perdre tout soutien. Pendant ce temps, Homer et Marge sont conviés au mariage d'Artie Ziff. Cependant, en découvrant que la future mariée ressemble étrangement à Marge, ils vont tenter de faire la lumière sur cet événement. Invité : Jon Lovitz |    | |                   |                                          |                                            |               |                        |
| 674 | 12 | La Malédiction de Lisa Simpson (Échec et maths) The Miseducation of Lisa Simpson                                   | Matthew Nastuk    | J. Stewart Burns                         | 16 février 2020 2 octobre 2020 (Disney+)   | ZABF06        | 1,95                   |
| Après la découverte d'un trésor par le capitaine McAllister, attribué à la ville de Springfield à la suite d’une manigance de son maire, la ville se demande que faire de cet argent. Avec le soutien de Chrissy Teigen et John Legend, Marge propose alors de créer une école favorisant l'apprentissage des sciences, de la technologie, de l'ingénierie et des mathématiques. Devant initialement former les enfants aux métiers du futur, Lisa va vite apercevoir que ce n'est pas le réel but de cette école contrôlée par la technologie. Pendant ce temps, Homer milite pour ne pas se faire voler son travail par des robots. Invités : Zach Woods, Chrissy Teigen et John Legend |    | |                   |                                          |                                            |               |                        |
| 675 | 13 | Frinkcoin (Chaîne de bolles)                                                                                       | Steven Dean Moore | Rob LaZebnik                             | 23 février 2020 2 octobre 2020 (Disney+)   | ZABF07        | 1,84                   |
| Alors qu'Homer et Marge essaient de s'attirer les faveurs de Lisa pour être le sujet de sa rédaction intitulé « La personne la plus intéressante que je connaisse », cette dernière décide de choisir le professeur Frink. Frink étant un éminent scientifique peu renommé, il décide de mettre au point une crypto-monnaie, lui permettant alors de prendre le titre du Springfieldien le plus riche à M. Burns. Cette nouvelle renommée va alors pousser le professeur à savoir qui sont ses vrais amis, tandis que M. Burns tente de son côté de reprendre son titre d'homme le plus riche. Le désespoir de Frink va peut-être devenir favorable dans la quête de Burns. Invités : Jim Parsons et Ed Jones |    | |                   |                                          |                                            |               |                        |
| 676 | 14 | Bart le méchant (À Thor et à travers) Bart the Bad Guy                                                             | Jennifer Moeller  | Dan Vebber                               | 1er mars 2020 2 octobre 2020 (Disney+)     | ZABF08        | 1,66                   |
| Onze mois après avoir vu un film de super-héros parodiant Avengers: Infinity War, l'ensemble de Springfieldiens attendent la suite avec impatience. Cependant, Milhouse se retrouve à l’hôpital après une mésaventure de Bart et, alors qu'un des super-héros du film rend visite à Milhouse, qui était parti de sa chambre, c'est Bart qui le reçoit. Il profite alors de l'ivresse du héros pour voir la suite tant attendue du film, un mois avant sa sortie. Usant de son super-pouvoir lui permettant de spoiler le film, tout le monde satisfait les exigences de ce nouveau super-méchant nommé Spoiler Boy. Cependant, une rencontre avec les super-héros du film grâce à une ruse des producteurs de Marbel va peut être le faire changer d'avis. Invités : Joseph Russo, Anthony Russo, Kevin Feige, Cobie Smulders, Taran Killam et Tal Fishman |    | |                   |                                          |                                            |               |                        |
| 677 | 15 | Sans écran (Capture d'écrans) Screenless                                                                           | Michael Polcino   | J. Stewart Burns                         | 8 mars 2020 2 octobre 2020 (Disney+)       | ZABF09        | 1,63                   |
| Alors que Marge enseigne à Maggie la manière de parler avec ses mains, elle estime que sa famille n'y prête pas assez attention. Elle décide alors de limiter le temps d'écran à 30 minutes par semaine pour l'ensemble de sa famille, ces derniers s'adaptant rapidement à ce nouveau rythme de vie. Cependant, Marge, elle, ne parvient pas à surmonter cette séparation, ce qui va conduire l'ensemble de la famille dans un centre spécialisé dans les addictions. Mais, les Simpson vont découvrir le pot-aux-roses se cachant derrière ce centre. Invités : Werner Herzog et Drew Pinsky |    | |                   |                                          |                                            |               |                        |
| 678 | 16 | Mieux sans Ned (Odieux guide) Better Off Ned                                                                       | Rob Oliver        | Al Jean, Joel H. Cohen et Jeff Westbrook | 15 mars 2020 2 octobre 2020 (Disney+)      | ZABF11        | 1,70                   |
| Après une blague de Bart à l'école élémentaire, celui-ci est contraint de passer du temps avec Ned pour ne pas être renvoyer. Tandis que Ned réussit à faire changer Bart et que ces derniers nouent une relation très forte, la jalousie d'Homer le pousse à devenir le mentor de Nelson pour se venger. Cependant, lorsque Nelson découvre les raisons ayant poussé Homer à se rapprocher de lui, il va tenter de se venger sur Bart. Mais l'intervention de son père va tout changer. |    | |                   |                                          |                                            |               |                        |
| 679 | 17 | Droit au puits (Ent'deux joints) Highway to Well                                                                   | Chris Clements    | Carolyn Omine                            | 22 mars 2020 2 octobre 2020 (Disney+)      | ZABF10        | 1,66                   |
| Alors que Marge décide de laisser Maggie passer la journée dans un centre éducatif, elle se rend compte que sa journée est vide. Après avoir tenté de nombreuses activités, elle est embauchée dans un nouveau magasin, qui se révèle être une officine vendant des produits à base de cannabis, légalement. Voulant quitter son emploi à cause de ses convictions, sa famille la fait changer d'avis. Cependant, Homer décide d'ouvrir un commerce parallèle avec Moe, dans le but de vendre les mêmes produits. Empiétant sur les plates-bandes du magasin de Marge, elle est contrainte de faire fermer ce commerce illégal pour ne pas perdre son travail. Mais, la colère d'Homer va provoquer bien des soucis à Marge et son employeur. Invités : Dawnn Lewis, Kevin Smith, Billy Porter et Chelsea Peretti |    | |                   |                                          |                                            |               |                        |
| 680 | 18 | L'Incroyable Légèreté d'être un bébé (L'Insoutenable Légèreté de la suce) The Incredible Lightness of Being a Baby | Bob Anderson      | Tom Gammill et Max Pross                 | 19 avril 2020 2 octobre 2020 (Disney+)     | YABF13        | 1,58                   |
| Marge décide d'emmener Maggie dans un nouveau parc, dans lequel elle retrouve Hudson, un bébé pour lequel elle éprouve des sentiments. Alors qu'ils jouent ensemble, Marge décide de mettre un terme à cette relation à cause de sa mère. Cependant, la déprime de sa fille va la faire changer d'avis. Pendant ce temps, Homer se lie d'amitié avec Cletus après un accident et découvre alors qu'il a la main mise sur un gisement d'hélium. M. Burns l'apprenant, il charge Homer de lui faire signer un contrat pour lui voler son hélium mais, son amitié pour Cletus va lui faire changer d'avis, malgré les menaces de son patron. |    | |                   |                                          |                                            |               |                        |
| 681 | 19 | Prêtres en guerre (Prêtre, pas prête, j'y vas) Warrin' Priests                                                     | Bob Anderson      | Pete Holmes                              | 26 avril 2020 2 octobre 2020 (Disney+)     | ZABF12        | 1,35                   |
| L'abandon de l'Église par de nombreux Springfieldiens pousse la femme du révérend à poster une annonce. Bode, un jeune nouveau pasteur charismatique se présente alors, et vole peu à peu la place du révérend Lovejoy. Cependant, ne supportant pas cela et doutant de son intégrité, ce dernier se rend dans le Michigan afin d'enquêter sur son mystérieux passé. Invité : Pete Holmes |    | |                   |                                          |                                            |               |                        |
| 682 | 20 | Prêtres en guerre (Partie 2) (Prêtre, pas prête, j'y vas (Partie2)) Warrin' Priests Part 2                         | Matthew Nastuk    | Pete Holmes                              | 3 mai 2020 2 octobre 2020 (Disney+)        | ZABF13        | 1,36                   |
| Après avoir été écarté de l'Église, le révérend Lovejoy se rend dans l'ancienne église de Bode, dans le Michigan, afin de découvrir pourquoi il a quitté cette dernière. De retour à Springfield, il va mettre un terme à l'enthousiasme des habitants pour leur nouveau prêtre en révélant ce qu'il a découvert, et l'erreur de jeunesse impardonnable de Bode va le pousser vers la fin de sa carrière de prêtre à Springfield. Invité : Pete Holmes |    | |                   |                                          |                                            |               |                        |
| 683 | 21 | Les Sales Huit ans (Le dîner de Lisa) The Hateful Eight-Year-Olds                                                  | Jennifer Moeller  | Joel H. Cohen                            | 10 mai 2020 2 octobre 2020 (Disney+)       | ZABF14        | 1,40                   |
| Après avoir rencontré une nouvelle amie à la bibliothèque, aimant tout comme elle les chevaux, Lisa se fait inviter par cette dernière à sa fête d'anniversaire. Cependant, les amies riches et prétentieuses de cette dernière vont lui faire vivre un calvaire, la poussant à vouloir rentrer chez elle. Avant cela, avec l'aide de son frère, Lisa va se venger de ces filles. Pendant ce temps, Homer emmène Marge en croisière romantique et, comme à son habitude, il va tout faire capoter. Invités : Lili Reinhart, Joey King, Madelaine Petsch, Lilly Singh, Camila Mendes et Weezer |    | |                   |                                          |                                            |               |                        |
| 684 | 22 | À la façon du chien (Renne du foyer) The Way of the Dog                                                            | Matthew Faughnan  | Carolyn Omine                            | 17 mai 2020 2 octobre 2020 (Disney+)       | ZABF16        | 1,89                   |
| Alors que Petit Papa Noël commence à montrer des signes d'anxiété et d’agressivité, les Simpson décident de l'emmener chez une psychologue animalier. Cependant, cette dernière refuse de l'examiner et, après avoir mordu Marge, le chien est menacé d'euthanasie. La psychologue va alors le sauver en l’emmener dans son institut de thérapie comportementale pour chiens, où elle va découvrir le tragique passé de Petit Papa Noël. La famille va alors apprendre que l'ancien propriétaire du chien se cache derrière cet état psychologique. Invités : Cate Blanchett et Michael York |    | |                   |                                          |                                            |               |                        |